# 阿伊努神谣集
阿伊努神謠集（日语：／ Ainu shin'yōshū）是由知里幸惠所編篡和翻譯的阿伊努族神謠（卡姆伊尤卡拉）合集。

## 《阿伊努神謠集》問世的經緯
1920年11月，知里幸惠17歲時受金田一京助建議，開始著手將幼時自祖母摩那希諾庫（モナシノウク）及嬸嬸金成ㄬ知聽聞而來的「卡姆伊尤卡拉」以阿伊努語謄寫至筆記本上。並在1921年將之交付予金田一京助後，此書於柳田國男的鄉土研究社付梓的企劃便如火如荼地進行。
此一時期的数本筆記本寫有日後成為《阿伊努神謠集》13篇作品之基礎的真跡，並以「知里幸惠筆記」之名現存於北海道立圖書館北方資料室。
1922年，幸惠持續推敲撰寫《阿伊努神謠集》的手稿。為了潤稿成書，幸惠於同年5月前赴東京。於金田一家中完成了印刷用原稿的當日夜晚（同年9月18日），幸惠因心臟病發而猝逝。
《阿伊努神謠集》於翌年（1923）由郷土研究社發行付梓。
然而以「知里幸惠筆記」為基礎所推敲撰寫出的手稿、原稿，以及著者校對後的印刷用原稿卻下落不明。而且同時企劃並撰寫的《阿伊努民譚集》也未能實現出版，原稿亦下落不明。

## 撰寫動機與〈序〉
撰寫《阿伊努神謠集》的動機，是出於語言學者金田一京助對幸惠闡述阿伊努口承文藝的價值並向其建議的結果，但此乃外在動機，至於知里幸惠的內在動機則寫於《阿伊努神謠集》的「序」中。
在這押有大正11年3月1日之日期，並以
往昔這片遼闊無垠的北海道，曾是我等之先人的自由天地。
之開頭侃侃寫下的〈序〉中，記載著曾是阿伊努人能無拘無束活動的北海道大地，在明治時代以後迅速遭到開發而近代化一事。而這對一直以來採行「狩獵、採集生活」的阿伊努族的人們來說，不僅是對自然的破壞，同時也意味著為生計所苦，是摧毀和平時光的元兇。對於此一劇變下阿伊努人在精神上受到的震撼以及在日本社會中所處的地位，幸惠是如此寫道：
我碩果僅存的族人，對於不斷進展的人世風貌，只能瞠目而視、驚駭以對。甚至其雙眼已然失去了一舉一動皆受宗教感性支配的昔人那動人靈魂的光輝，充斥著不安，燃燒著不平，目光晦暗遲鈍、昏茫而不見前途，那必須仰賴外人慈悲垂憐的悽慘樣貌、走向凋亡之人……這便是現今我等之名，我等所擁有的是何等哀傷之名啊。
幸惠就像她所寫道
縱使當下我等在激烈的鬥場中盡露敗殘之醜態，但只要我等之中——終有一日——有哪怕兩三位強者現世，我等與進展不歇的人世比肩同行之日也必將到來吧。此誠乃我等真切之心願，朝夕祈願之事。
這般並未贊同「阿伊努人終將消滅」的觀點，卻又同時表示自己認為「日常起居中為了疏通彼此心意而使用的諸多話語、老生常談並流傳至今的大量優美辭句」散佚失傳是件「太過令人痛心惋惜之事」，遂著手撰寫本書。
而時代流轉，於2008年6月7日，基於前一天日本國會通過了阿伊努先住民決議，朝日新聞在其「天声人語」中連同知里幸惠與《阿伊努神謠集》，一併節錄介紹了這篇〈序〉。

## 收錄的卡姆伊尤卡拉
1. 毛腿漁梟神親自吟唱的歌謠「白銀水滴在身旁下啊下啊（日语：銀の滴降る降るまわりに）」
2. 狐狸親自吟唱的歌謠「トワトワト」
3. 狐狸親自吟唱的歌謠「ハイクンテレケ　ハイコシテムトリ」
4. 兔子親自吟唱的歌謠「サムパヤ　テレケ」
5. 谷地魔神親自吟唱的歌謠「ハリツ　クンナ」
6. 小狼神親自吟唱的歌謠「ホテナオ」
7. 梟神親自吟唱的歌謠「コンクワ」
8. 海神（虎鯨）親自吟唱的歌謠「アトイカ　トマトマキ、クントテアシ　フム　フム！」
9. 青蛙吟述自身的歌謠「トーロロ　ハンロク　ハンロク！」
10. 小歐基基利姆伊（日语：アイヌラックル）親自吟唱的歌謠「クツニサ　クトンクトン」
11. 小歐基基利姆伊親自吟唱的歌謠「這裡的砂真紅啊真紅啊」
12. 水獺親自吟唱的歌謠「カツパ　レウレウ　カツパ」
13. 沼貝[註釋 1]親自吟唱的歌謠「トヌペカ　ランラン」

至今人們仍在針對這些收錄作品的阿伊努語進行研究。此外，人們也在嘗試復原並傳承作為口承文藝的阿伊努神謠的曲調。

## 版本
《阿伊努神謠集》的郷土研究社版有1923年的初版與1926年的再版，二戰後則由弘南堂書店於1970年與1974年出版。此外，本作也於1978年被收錄至岩波文庫。已有學者指出上述各版本之間存在本文上的差異。
此外在岩波文庫，沖繩的歌謠集《思草紙》被囊括在日本古典文學的「黄帶」，但《阿伊努神謠集》則被分類在外國文學的「紅帶」。 

## 外部連結
- 《阿伊努神谣集》日语、阿伊努语文本 知里幸惠编译 青空文库 底本自岩波文庫，岩波書店（页面存档备份，存于）